# Ronde van de Jura 2022
De 19e editie van de Ronde van de Jura werd verreden op 16 april 2022. De winnaar was de Australiër Ben O'Connor. Al sprintend versloeg hij Jesús Herrada. De Fransman Axel Zingle kwam als derde over de finish. 
AG2R-Citroën was deze koers sterk aanwezig, aangezien 5 van de 7 renners eindigde in de top-10. Eveneens waren er veel Fransen aanwezig in de top-25, namelijk 20 in totaal.
De race was onderdeel van de UCI Europe Tour.

## Uitslag
| Plaats  | Naam                | Ploeg         | tijd     |
| ------- | ------------------- | ------------- | -------- |
| Winnaar | Ben O'Connor        | AG2R-Citroën  | 4u04'31" |
| 2       | Jesús Herrada       | Cofidis       | z.t.     |
| 3       | Axel Zingle         | Cofidis       | +19"     |
| 4       | Julien Simon        | TotalEnergies | +22"     |
| 5       | Dorian Godon        | AG2R-Citroën  | +24"     |
| 6       | Élie Gesbert        | Arkéa Samsic  | +27"     |
| 7       | Lilian Calmejane    | AG2R-Citroën  | z.t.     |
| 8       | Nans Peters         | AG2R-Citroën  | +30"     |
| 9       | Rudy Molard         | Groupama-FDJ  | +34"     |
| 10      | Clément Champoussin | AG2R-Citroën  | z.t.     |

2003 · 2004 · 2005 · 2006 · 2007 · 2008 · 2009 · 2010 · 2011 · 2012 · 2013 · 2014 · 2015 · 2016 · 2017 · 2018 · 2019 · 2020   · 2021 · 2022 · 2023 · 2024